# マティルド・ド・ブルゴーニュ (1150-1192)
マティルド・ド・ブルゴーニュ（フランス語：Mathilde de Bourgogne, 1150年 - 1192年2月6日）またはマオー・ド・ブルゴーニュ（Mahau de Bourgogne）は、ブルゴーニュ家出身のフランス貴族の女性。

## 生涯
マティルドはグリニョン伯およびイスーダン伯レーモン・ド・ブルゴーニュ（1125年 - 1156年6月28日）とモンパンシエ女領主アニェス・ド・ティエール（1130年頃 - 1227年、1145年頃結婚）の娘として、フォントヴローで生まれた。父レーモンはブルゴーニュ公ユーグ2世の息子で、マティルドの伯父はブルゴーニュ公ウード2世、従兄弟はユーグ3世である。
1165年にイスーダン領主ウード2世（1167年没）と結婚したが、ウード2世は結婚の2年後に死去した。
1168年ごろにヌヴェール伯ギーと結婚し、以下の子女が生まれた。
- ギヨーム5世（1168年 - 1181年） - ヌヴェール伯
- アニェス（1170年 - 1192年） - ヌヴェール女伯[1]
- イド

1175年、フランドル伯ティエリー・ダルザスとシビーユ・ダンジューの三男ピエール（1140年頃 - 1176年8月3日）と結婚した。ピエールは若年でカンブレー司教とされていたが、1175年にマティルドと結婚するため司教位を退いた。2人の間には1女が生まれた。
- シビーユ（1176年頃 - 1236年）[1]

1178年にドルー伯ロベール2世と結婚したが、1181年に離婚した。
マティルドは1192年にフォントヴロー修道院で死去し、同修道院に埋葬された。